# Vitzenburg
Vitzenburg ist seit dem 1. Januar 2004 ein Ortsteil der Stadt Querfurt im Saalekreis in Sachsen-Anhalt.

## Geschichte
In einem zwischen 881 und 899 entstandenen Verzeichnis des Zehnten des Klosters Hersfeld werden der zehntpflichtige Ort Fizinburc und die gleichnamige Burg Vitzenburg im Friesenfeld erstmals urkundlich erwähnt. Ein gleichnamiges ritterliches Geschlecht „von Vitzenburg“ wird im 11. und 12. Jahrhundert erwähnt. Später nannten sich die Edlen Herren von Querfurt und die thüringischen Schenken von Vargula nach der Burg.
Vitzenburg und seine heutigen Gemeindeteile Liederstädt, Pretitz und Zingst gehörten bis 1815 zum wettinischen, später kursächsischen Amt Freyburg. Durch die Beschlüsse des Wiener Kongresses kamen sie zu Preußen und wurden 1816 dem Kreis Querfurt im Regierungsbezirk Merseburg der Provinz Sachsen zugeteilt, zu dem sie bis 1944 gehörten.
Bereits am 1. Januar 1929 erfolgte der Zusammenschluss des Gutsbezirkes Vitzenburg mit dem Hauptteil des Gutsbezirks Zingst und der Landgemeinde Pretitz zur Landgemeinde Vitzenburg-Pretitz. Am 20. Juli 1950 wurde die Gemeinde Vitzenburg gebildet durch den Zusammenschluss der Gemeinden Vitzenburg-Pretitz und Liederstädt.

## Tourismus

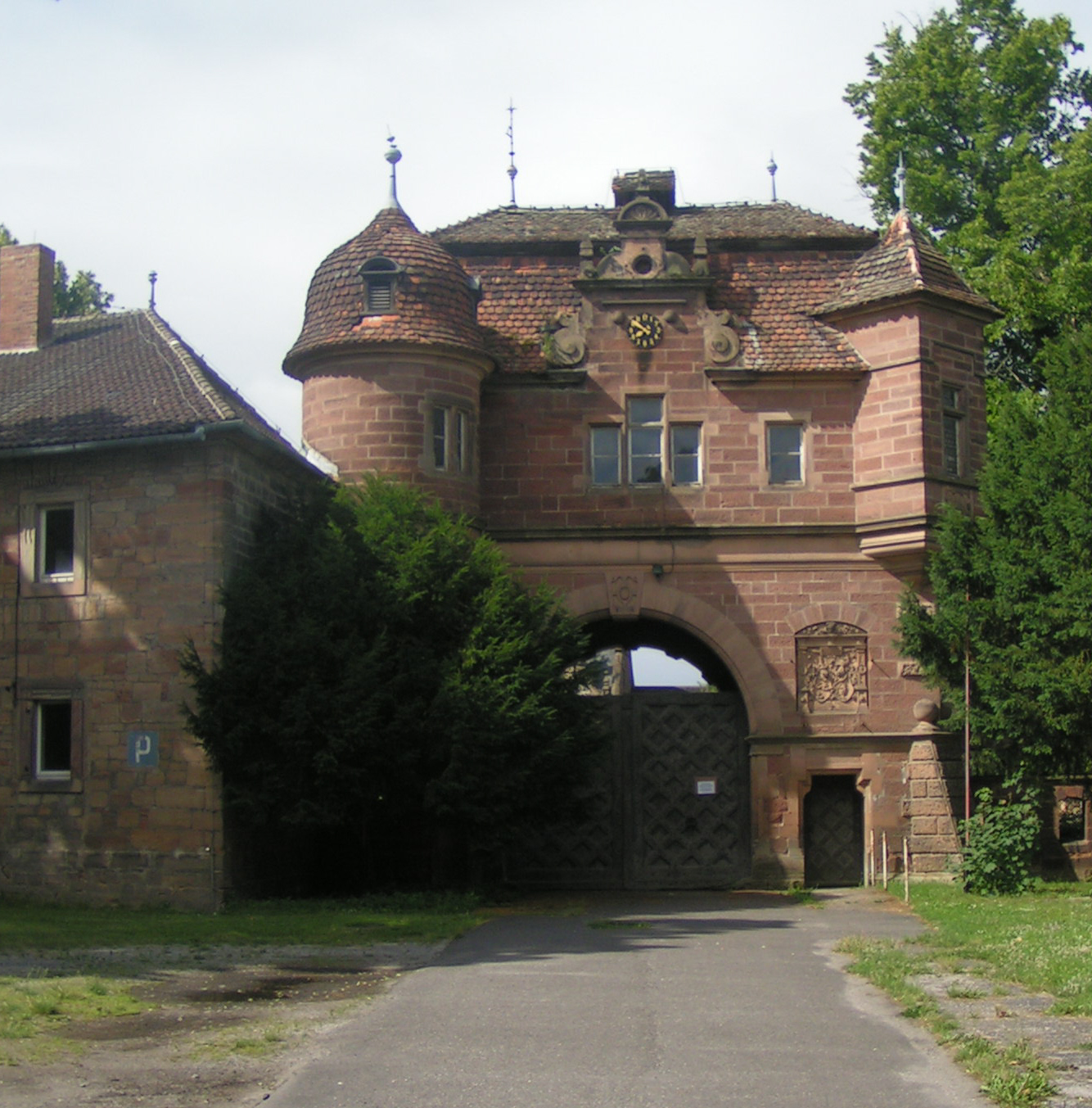
Eingangstor zum Schloss Vitzenburg

- In der Gemeinde befindet sich das gleichnamige Schloss Vitzenburg, welches für die Öffentlichkeit nicht zugänglich ist.
- Die Kirche St. Johannes der Täufer ist eine der wenigen im Saalekreis, die nicht in strenger Ost-West-Ausrichtung steht.
- Seit 2006 verfügt der Ort zudem über einen Hochseilgarten.
- Die Unstrut mit Rad- und Bootstourismus liegt ca. 1,5 Kilometer von der Gemeinde entfernt.

## Verkehr
- Die Gemeinde liegt ca. 1 Kilometer von der Bundesstraße 250 entfernt, welche die Städte Querfurt mit Nebra und Eckartsberga verbindet.
- Im Nachbarort Reinsdorf befand sich von 1889 bis 2011 der Bahnhof Vitzenburg an der Unstrutbahn. Im Zuge einer umfangreichen Rekonstruktion der Strecke wurde der Bahnhof aufgegeben und ein neuer Haltepunkt Reinsdorf (b Nebra) etwa 500 m weiter östlich errichtet, von dem man die Stadt Naumburg mit Zügen der Linie RB 77 erreichen kann. In der anderen Richtung verkehren die Züge nach Nebra beziehungsweise Wangen. Die in Vitzenburg abzweigende Bahnstrecke Röblingen am See–Vitzenburg wurde 2003 eingestellt.